# هيفي بوظو
هيفي بوظو إعلامية وصحفية وكاتبة عمود سورية أمريكية - كردية. وهي من مؤسسي شركة (يلا بروداكشن Yalla Productions) ومقدمة برنامج "Yalla". ظهرت كتاباتها وتعليقاتها في الصحف والمجلات بما في ذلك جيروزاليم بوست، والخليج تايمز.

## مشوارها المهني
بدأت هيفي حياتها المهنية في مجال الإعلام في عام 2006، مع أول برنامج حواري إذاعي باللغة الإنجليزية في التاريخ السوري، أطلق عليه اسم "Afternoon Drive" أو «القيادة بعد الظهر».
بعد التدريب في محطة شام من 2007-2008، بدأت هيفي العمل في تلفزيون أورينت، حيث قدمت برنامجين تلفزيونيين ترفيهيين ناجحين بعنوان "داخلًا وخارجًا" («إن آند أوت» "In and Out") و «دراماتيك» "Dramatech". في عام 2010، كان برنامج «دراماتيك» واحد من أكثر البرامج التلفزيونية مشاهدةً في منطقة الشرق الأوسط وشمال إفريقيا.
في عام 2013، أنشأت هيفي أول مكتب تلفزيوني لمحطة أخبار سورية في الولايات المتحدة لتصبح مديرة مكتب واشنطن العاصمة أورينت نيوز، مع برنامج إخباري سياسي بعنوان «في المحور»، من خلال تقديمها هذا البرنامج تعمل هيفي على سد الفجوة بين الولايات المتحدة ومنطقة الشرق الأوسط وشمال إفريقيا مع التركيز على سوريا.
أجرت هيڤي مقابلات مع مسؤولين أمريكيين رفيعي المستوى، بمن فيهم وزير الخارجية السابق جون كيري، والسيناتور جون ماكين، والسناتور جوزيف ليبرمان، وعضو الكونغرس آدم كينزنجر، وعضو الكونغرس إليوت إنجل، والجنرال جاك كيني، من بين آخرين كثيرين.
في مارس 2018، أجرت هيفي مقابلة مع السفير داني دانون، سفير إسرائيل لدى الأمم المتحدة. مثلت المقابلة فرصة تاريخية لصحفية من أصول سورية لمقابلة وعرض وجهة نظر أحد كبار المسؤولين الحكوميين الإسرائيليين. 
شاركت هيفي في العديد من اجتماعات المائدة المستديرة الخاصة مع الرئيس دونالد ترامب، حيث ناقشوا الصراع في سوريا، والسياسة الأمريكية في الشرق الأوسط، وغيرها من القضايا الملحة.